# マリア・エリーザベト・フォン・エスターライヒ (1743-1808)
マリア・エリーザベト・フォン・エスターライヒ（Maria Elisabeth von Österreich, 1743年8月13日 - 1808年9月22日）は、神聖ローマ皇帝フランツ1世と皇后マリア・テレジアの間の第6子、五女。全名はマリア・エリーザベト・ヨーゼファ・ヨハンナ・アントニア（Maria Elisabeth Josepha Johanna Antonia）。

## 生涯
姉妹たちの中で最も容姿端麗で、その際立った美貌は諸外国でも評判であった。一方、性格は気まぐれで、目立った知性も持ち合わせなかった。母のマリア・テレジア皇后も「艶やかな美人（eine Kokette der Schönheit）」と評して彼女を可愛がった。
ウィーン宮廷の人々は、エリーザベトが結婚適齢期になると、彼女に政略結婚の重要な駒として期待をかけた。
やがて男やもめのフランス王ルイ15世の再婚相手となることが決まりかけた矢先、不幸が襲った。エリーザベトは1767年に天然痘に罹患し、命は取り留めたものの醜い痘痕面となった。のみならず、美貌を失ったことで縁談もお流れになってしまったのである。
1780年に母皇太后が死去すると、ウィーン宮廷から「婦人の支配（Weiberwirtschaft）」時代の気風を一掃することを望んだ兄の皇帝ヨーゼフ2世により、2人の姉マリア・アンナ、マリア・クリスティーナとともに、宮廷を追い払われた。エリーザベトはインスブルックにある貴族の娘の入る女子修道院に移った。この修道院は1765年、母皇太后が亡き夫の魂の救済を祈願させる目的で創設したものだった。
エリーザベトは1781年から1806年にかけ、居住する女子修道院の院長を務めた。彼女は院長を務める間、激しい舌鋒のため恐るべき女性という評判を得ることになった。エリーザベトは庶民から「瘤だらけのリースル（kropferte Liesl）」と呼ばれたが、これは若い頃の天然痘の後遺症である痘痕が、年を重ねるに連れて肥満した顔の中で何倍にも膨らんで見えたことに由来するという。
1805年にフランスのナポレオン1世皇帝の軍勢がインスブルックに迫ると、ウィーンを経由して東部のリンツに逃れ、死ぬまでこの町で暮らした。死後、遺骸はリンツのイエズス教会（旧大聖堂）の霊廟に埋葬された。

## マリア・エリーザベトが登場する作品
- みやのはる『ラ・マキユーズ～ヴェルサイユの化粧師～』 - 『COMIC BRIDGE online』（KADOKAWA）で連載中の漫画。過去のフランスにタイムスリップした後マリア・テレジアによってオーストリアまで連行された主人公（化粧品開発の研究者）がエリーザベトの天然痘でただれた顔を美しくメイクするよう求められる。

## 引用
1. 1 2 3 4  Brigitte Hamann (Hrsg.): Die Habsburger: Ein biographisches Lexikon. Wien 1988, S. 320.
2. ↑  Brigitte Hamann [Hrsg.]: Die Habsburger: Ein biographisches Lexikon. Wien 1988, S. 321.